# Мадлен Віонне
Мадлен Віонне (фр. Madeleine Vionnet; 22 червня 1876, Шієр-о-Буа, Луаре, Франція — 2 березня 1975, Париж) — французька модельєрка, знана як «піонерка косого крою». Навчалася в Лондоні, а 1912 року відкрила перший будинок моди в Парижі. Хоча закрила його 1914 року через початок Першої світової війни, він знову відкрився після війни. Віонне стала одним із провідних дизайнерок Парижа 1920 — 1930-х років. 1939 року змушена знову закрити свій будинок моди назавжди на початку Другої світової війни, і наступного року пішла на пенсію.
У британському «Vogue» 1925 року її назвали «можливо, найбільшим геометристом серед усіх французьких кутюр'є». Знана своїми елегантними сукнями в грецькому стилі та популяризацією косого крою у світі моди, а також як джерело натхнення для сучасних дизайнерів.

## Біографія
Народилася 22 червня 1876 року у бідній сім'ї в Шіллер-о-Буа, Луаре. Батьки розлучилися, коли вона була дуже маленькою, і у п'ять років вона переїхала зі своїм батьком, збирачем мита, до Обервільє. Залишивши школу, у дванадцять років навчалася на швачку. Після короткого заміжжя у 18 років і втрати дитини кинула чоловіка та поїхала до Лондона працювати швачкою в лікарні. Потім влаштувалась до знаної лондонської швачки Кейт Рейлі.
Повернулася до Парижа і шість років працювала в модному домі Callot Soeurs майстром туальних виробів. Після розбіжностей з керівництвом вирішила кинути роботу. Однак старша з сестер Калло, Марі Калло Гербер, переконала залишитися її і запропонувала підвищення, яке дало б імпровізацію і роботу з самою Гербер. Пізніше Віонне відгукувалася про Марі Калло Гербер як про «чудову леді», і зауважила, що «без прикладу Callot Soeurs я б продовжувала виготовляти Форди. Саме завдяки їм я змогла випускати Роллс-Ройси». Згодом виявилося, що вона прагнула до простоти, а це суперечило характерним мереживним оборкам модного будинку.
У 1907—1911 роках створювала моделі для Жака Дусе. Для показів запрошувала босоногих моделей і використовувала дизайн вільних мантій, що суперечили стилю Callot Soeurs. 1912 року заснувала власний будинок моди Vionnet, який закрився 1914 році через початок Першої світової війни. 1923 року відновила роботу і відкрила нове приміщення на авеню Монтень, яке прославилося як «Храм моди». 1925 року будинок моди Vionnet розширився, відкрившись на П'ятій авеню в Нью-Йорку. Вона продавала моделі прет-а-порте й підігнані під покупця.
Одяг Vionnet з косим кроєм займав панівне місце у високій моді 1930-х років, встановлюючи напрям чуттєвим сукням, які носили всесвітньо відомі актриси, як-от Марлен Дітріх, Кетрін Гепберн, Джоан Кроуфорд і Грета Гарбо. Серед її відданих клієнтів були переважно європейські аристократи та заможні північноамериканці, як-от баронеса Роберт де Ротшильд, мадам Сітроен, місис Гаррісон Вільямс (Мона фон Бісмарк), леді Девіс.
Бачення Віонне жіночої форми зробило революцію в сучасному одязі, а успіх її унікальних кроїв забезпечив їй хорошу репутацію. Вона боролася за закони про авторське право в моді. Запровадила те, що на той час вважалося новаторським у трудовій практиці: оплачувані відпустки та декретні відпустки, дитячий садок, їдальню, а також лікаря та стоматолога для своїх робітників. Початок Другої світової війни змусив 1939 року закрити будинок моди, і наступного року вона вийшла на пенсію. Віонне створила близько 12 000 одиниць одягу протягом кар'єри.
Віонне не вела публічне життя, уникала публічних показів і зустрічей. Попри свій успіх як дизайнера, висловила неприязнь до світу моди: «Що можна говорити про школу Vionnet, якщо я була ворогом моди? Є щось поверхневе та мінливе в сезонних і невловимих примхах моди, які ображають моє почуття краси». Віонне не прагнула бути «дизайнером свого часу», воліючи залишатися вірною своєму баченню жіночої краси.

## Стилі та техніка

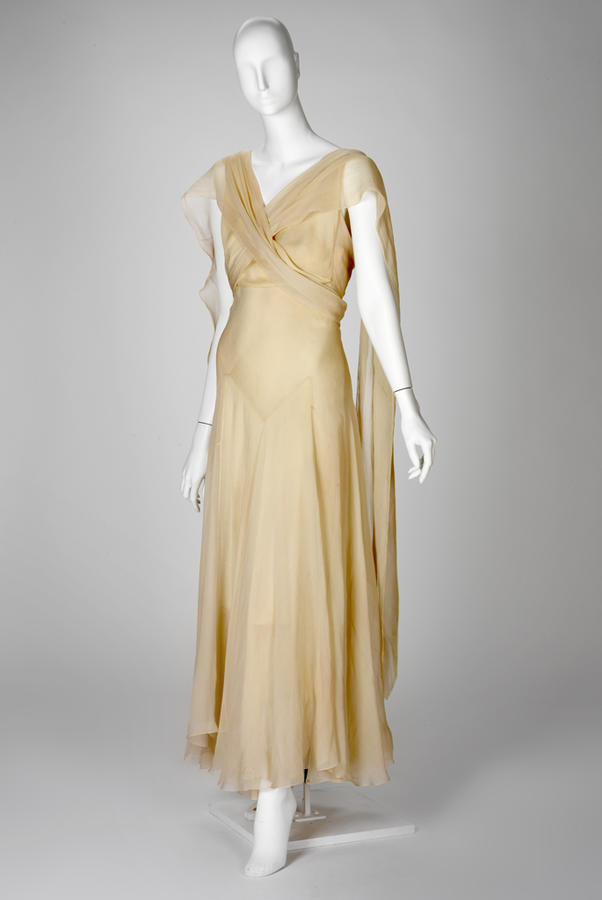
Вечірня сукня Vionnet, шовковий шифон, прибл. 1932 (Музей RISD)

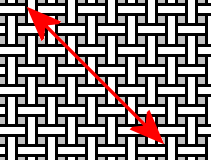
Діагональ тканини проходить під кутом 45 градусів до ниток основи і до ниток утка.

Разом з Коко Шанель Віонне приписують перехід від жорсткого, офіційного одягу до більш гладкого, м'якого. На відміну від Шанель, Віонне не мала потреби в саморекламі. Вихід на пенсію у 1940 році не дав розвинути її напрямку повною мірою. Мадлен Віонне сказала: «Коли жінка посміхається, її сукня повинна посміхатися разом з нею». Відмовившись від корсетів, підкладок, жорсткості та всього, що спотворювало природні вигини жіночого тіла, вона стала знаною завдяки одягу, який підкреслював природні жіночі форми.
Під впливом сучасних танців Айседори Дункан Віонне створила дизайни, які демонструють природні форми жінки. Як і Дункан, Віонна знаходила натхнення у давньогрецькому мистецтві, в якому здається, що одяг вільно струмениться навколо тіла, а не спотворює чи надає форму. Її стиль протягом її кар'єри відносно мало змінився, хоча став трохи актуальнішим у 1930-х роках.
У 1920-х роках Vionnet викликала ажіотаж, розробивши одяг із косим кроєм, технікою розрізання тканини по діагоналі до волокон тканини, що дозволяло їй прилипати до тіла, розтягуватись і рухатись разом з тілом. Хоча Віонне не винайшла метод косого крою, вона була першою, хто застосував його для цілого виробу. Її робота контрастувала з тогочасним одягом, у якому використовувався скошений крій для частини одягу та прикрас, розміщених на ньому, а основу розкрою був розріз по прямій лінії.
Використання Віонне косого крою для створення гладкого, обтислого образу стало революційним в жіночому одязі та вивело її на вершину світу моди. Хоча їй іноді приписують винахід косого крою, за її словами, вона застосувала техніку, яка вже використовувалася у спідницях, обробці та прикрасах, до суконь у повний зріст. Як досвідчений кутюр'є, Віонне знала, що моделі з косим кроєм можна драпірувати, щоб вони відповідали вигинам жіночого тіла та виражали плавність рухів. Вона використовувала крій, щоб підвищити потенціал експресії та руху, інтегруючи комфорт і рух, а також форму у свій дизайн.
Зовні прості стилі Vionnet передбачали тривалий процес підготовки, зокрема вирізання, драпірування та розподіл малюнків і орнаментів тканини на мініатюрних ляльках і тільки після цього втілювала повнорозмірну модель з таких матеріалів як шифон, шовк чи марокканський креп. Працювала з незвичними для жіночої моди 1920 — 1930-х років як-от крепдешин, габардин й атлас.
Замовляла тканини на два ярди ширші, ніж потрібно, щоб можна було драпірувати, створюючи одяг, зокрема сукні, який втілював розкіш і чуттєвість, але був водночас простим і сучасним. Характерним для стилю Віонне — плаття-хустка, комір-хомут і горловину з зав'язками.

## Вплив на пізніших дизайнерів
Вважається однією з найвпливовіших модельєрів XX століття. Її незвичайний крій і вишукано-чуттєвий підхід до моди мають сильний і всепроникний вплив на сучасну моду, про що свідчать колекції таких минулих і сучасних дизайнерів, як Оссі Кларк, Голстон, Джон Гальяно, Comme des Garçons, Azzedine Alaia, Іссей Міяке та Marchesa. Міяке якось зауважив, що коли вперше побачив роботу Віонне, «враження було схоже на те диво, яке відчуваєш, коли бачиш жінку, яка виходить з води, загорнутою лише в один шматок красивої тканини».
Надихала модельєра Марсель Шомон Була хрещеною її доньці, французькій письменниці, Мадлен Шапсаль.

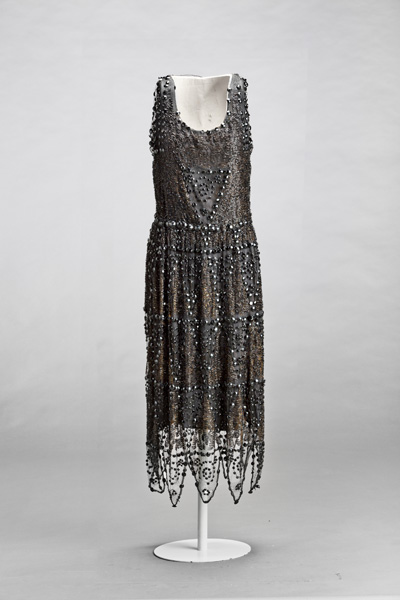
Вечірня сукня Vionnet 1920-х років, чорна з бісером
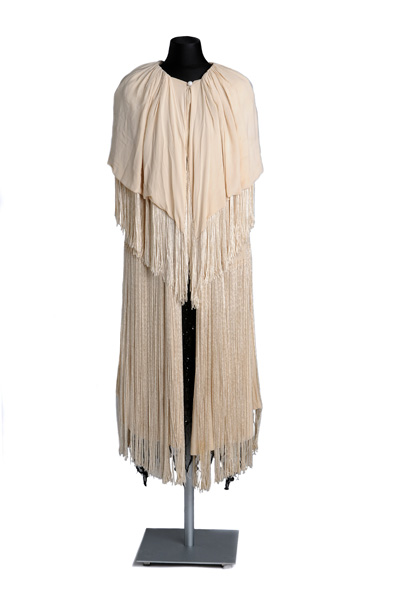
Вечірня накидка з бахромою, прибл.1925
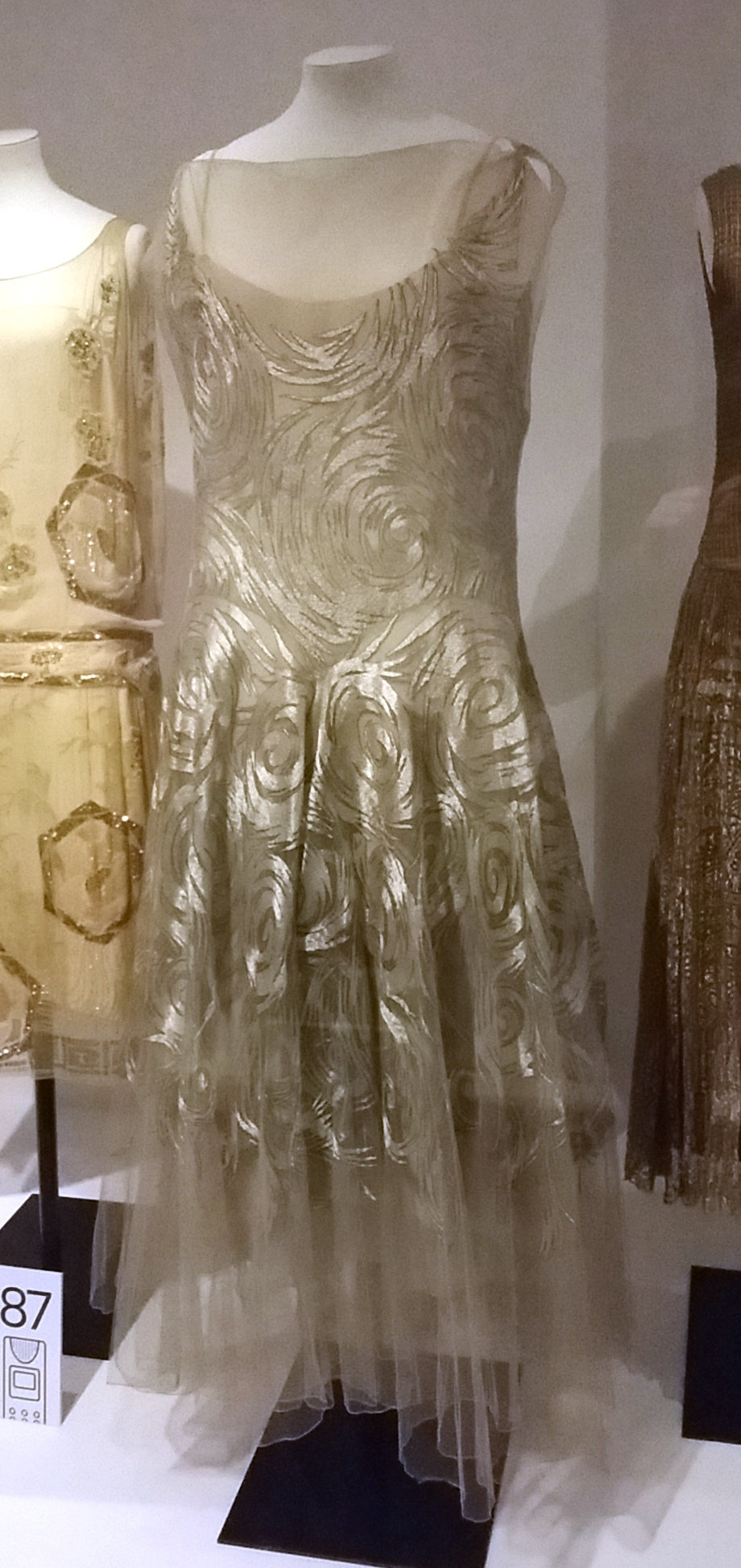
Вечірня сукня Vionnet, вишита шовкова сітка, 1931
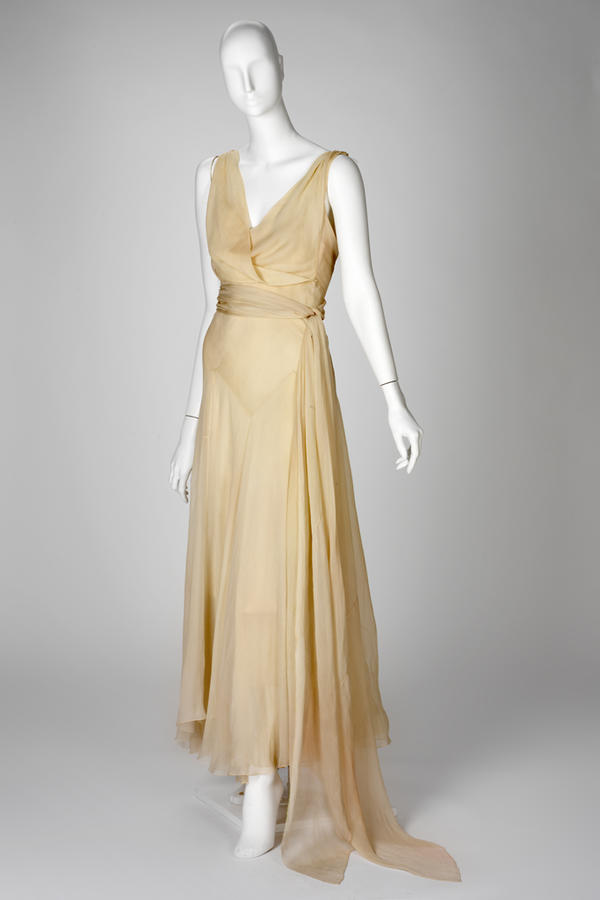
Сукня 1932 року драпірована по-різному
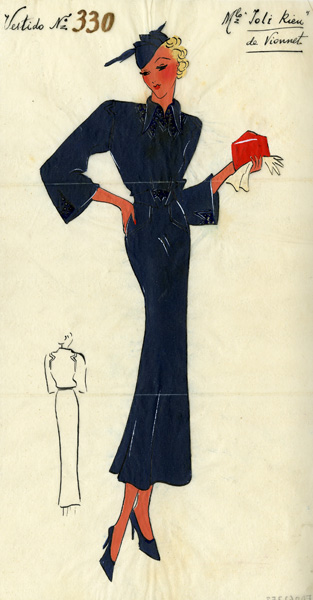
Сукня Vionnet, 1932–1934